# سی‌آی‌بی بانک
سی‌آی‌بی بانک (انگلیسی: CIB Bank) شرکت خدمات مالی و بانکداری مجارستانی است، که در سال ۱۹۷۹ تأسیس شد و در حال حاضر پس از اف‌اچ‌بی مورتگیج بانک، به‌عنوان دومین بانک مجارستان شناخته می‌شود. شعبه مرکزی سی‌آی‌بی بانک در شهر بوداپست، مجارستان قرار دارد.